# Stadtkreis (Schweiz)
Als Stadtkreis wird in manchen Städten der Schweiz (Zürich mit 12 Stadtkreisen, Winterthur, St. Gallen, Luzern) eine verwaltungstechnische beziehungsweise statistische Einteilung der Stadt oberhalb der Ebene der Quartiere bezeichnet. In Genf, Lausanne und Bern wird von Stadtteilen (sections) gesprochen. Städte wie Basel, Biel und Lugano kennen keine derartige Zwischenebene.
In Deutschland und Österreich wird manchenorts von einem (Stadt-)Bezirk gesprochen.

## Einzelnachweis
1. ↑  Offizielle Webseite der Stadt Zürich mit Angabe der Anzahl der Stadtkreise